# Клавелу, Николь
Нико́ль Клавелу́ (фр. Nicole Claveloux) — французская художница, иллюстратор и комиксистка. Дебютировала в конце 1960-х годов, известность получила в 1974 году, после иллюстраций к «Алисе в Стране Чудес».

## Биография
Николь Клавелу родилась в Сент-Этьене, там же училась изобразительному искусству. Переехала в Париж в 1966 году, где работала художницей-иллюстратором и комиксисткой для различных журналов, в том числе Planète [«Планэ́т»], Okapi [«Укапи́»] и Marie Claire [«Мари́ Клэр»].
Её стиль иллюстрации включает в себя как психоделическое использование цвета, так и сложные изображения выполненные в чёрно-белых цветах.
Работы Клавелу были включены в выставки. Среди них — «Николь Клавелу и компания» (фр. «Nicole Claveloux et compagnie»; 1995) в Виллёрбане и выставка-ретроспектива в медиабиблиотеке «Эрмелё» (фр. Mediatheque Hermeland) в Сен-Эрблене.

## Некоторые работы
- Le Voyage extravagant de Hugo Brisefer (1967)
- Алиса в стране чудес (1972), иллюстратор
- La Main verte (1978)
- Убийство на улице Морг (1981), иллюстратор
- Dedans les gens (1993)
- Alboum (1998), иллюстратор
- Morceaux choisis de la Belle et la Bête (2003), иллюстратор
- Mon Gugus à moi (2004), иллюстратор
- Un roi, une princesse et une pieuvre (2005), иллюстратор
- Professeur Totem et docteur Tabou (2006), иллюстратор
- Gargantua (2007), иллюстратор
- Confessions d’un monte-en-l’air, (2007), иллюстратор
- Contes de la Fève et du Gland, (2010), иллюстратор
- La Belle et la bête, (2013), иллюстратор
- Nours, (2014), иллюстратор
- Quel genre de bisous?, (2016)
- The Green Hand and Other Stories (2017)